# Mölmeshof
Der Mölmeshof ist ein Ortsteil der Gemeinde Gerstungen im Wartburgkreis in Thüringen.

## Lage
Der Mölmeshof befindet sich etwa 1,8 Kilometer westlich der Ortslage von Marksuhl und etwa 12 Kilometer (Luftlinie) von der Kreisstadt Bad Salzungen entfernt. Er liegt in waldreicher Umgebung am Mölmesbach, einem linken Zufluss der Suhl. In Höhe der Ortslage befindet sich ein Fischweiher.

## Geschichte
Der Mölmeshof gehört zu einer Gruppe von Höfen und Kleinsiedlungen (Baueshof, Clausberg, Lutzberg, Kriegersberg, Hütschhof, Frommeshof, Rangenhof, Meileshof, Lindigshof,  Josthof und andere), die im Herrschaftsbereich der Frankensteiner Grafen und ihres Hausklosters Frauensee seit dem Hochmittelalter im Buntsandstein-Hügelland bei Marksuhl gegründet wurden. Mitte des 19. Jahrhunderts verfügte der Baueshof über 5 Wohnhäuser und 27 Einwohner. Der Ort war stets nach Marksuhl eingepfarrt und eingeschult gewesen.
Unweit westlich der Ortslage befinden sich nahe einer Quelle Überreste einer spätmittelalterlichen Glashütte. Die älteste urkundliche Erwähnung des Mölmeshofes erfolgte 1531.
Seit den 1990er Jahren wurde das villenartige Gutsgebäude aufwändig saniert und dient seit 1997 als Schulungs- und Tagungsort.

## Verkehr
Der Mölmeshof liegt an der Ortsverbindungsstraße Baueshof – Mölmeshof  – Josthof, an der Landstraße 1023. Zum Mölmeshof verkehrt keine direkte Busverbindung. Die nächstgelegene Haltestelle befindet sich am Baueshof, sie gehört zur Buslinie L-52 auf der Strecke Eisenach – Förtha – Marksuhl – Berka/Werra – Dankmarshausen – Großensee der Verkehrsgesellschaft Wartburgkreis.

## Kultur und Sehenswürdigkeiten
Der Mölmeshof befindet sich am Verlauf des Ökumenischen Pilgerweges im Abschnitt von Eisenach über Frauensee, Vacha nach Bad Hersfeld und Fulda. Das liebevoll restaurierte Gutsgebäude kann als Pilgerherberge genutzt werden.